# Escritura Issyk

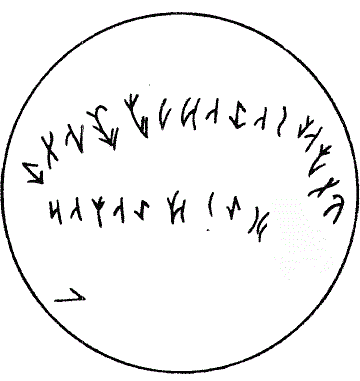
Inscripción del cuenco de Issyk.

La escritura Issyk es un sistema de escritura formado por varias inscripciones encontradas entre las montañas de Pamir y de Tian Shang.
El ejemplo más famoso de la escritura es probablemente la inscripción en la parte exterior de un cuenco de plata, encontrado en un kurgán en Issyk (Kazajistán, a 50 km de Almatý). La inscripción consta de 26 caracteres, que se cree que se asemejan a las inscripciones de Orjón. El recipiente data de alrededor del siglo IV a. C.
La escritura de Issyk se encontró también en numerosos fragmentos de cerámica y piedra desde el sur de Uzbekistán , el sur de Tayikistán y el norte de Afganistán, que datan del 600 al 100 a. C.
El cuenco fue encontrado junto al denominado «Hombre de oro de Issyk», el esqueleto de una persona de sexo indeterminado que tenía panoplia de guerrero y ricos ajuares funerarios, entre ellos 4000 adornos de oro. 
Es posible que la inscripción sea la escritura de un dialecto escita lo que la convertiría en uno de los pocos restos epigráficos de ese idioma.